# Patrick Villiers
Patrick Villiers, né à Orléans le 16 septembre 1948, est un historien français, spécialiste de l'histoire maritime à l'époque moderne.
Professeur émérite d'Histoire moderne et contemporaine à l'Université du Littoral-Côte-d'Opale (ULCO) de Boulogne-sur-Mer, il est également directeur honoraire du Centre de Recherches d'Histoire Atlantique et Littorale (CRHAEL-HLLI) de Boulogne sur mer et membre du 
Groupement d'intérêt scientifique d'Histoire et Sciences de la Mer.
Il a plus particulièrement étudié l'action navale de la France de l'Ancien Régime dans ses aspects économique et militaire, en s'intéressant notamment à l'économie portuaire, aux navires, aux convois, au commerce colonial, à la guerre d'escadre et à la guerre de course.

## Biographie

### Études
Descendant de capitaine corsaire, Patrick Villiers fait ses études au Lycée d’Orléans jusqu'en hypokhâgne, puis en khâgne histoire au lycée Claude-Monet à Paris 13e. Il obtient une licence et une maîtrise d’histoire à l'université Paris I Sorbonne. Il suit ensuite les cours de Sciences Po Paris en 1971 et 1972. Il est reçu au CAPES de sciences économiques et sociales en 1972 .
Il soutient devant l'université de Paris I une thèse de troisième cycle en Histoire en 1975 intitulée  Le Commerce colonial atlantique et la guerre d'indépendance (1778-1783)  puis en avril 1990 une thèse de doctorat ès lettres intitulée Marine royale, corsaires et trafic dans l'Atlantique de Louis XIV à Louis XVI.

### Emplois
Il est nommé au lycée de Rambouillet en 1973 puis au lycée Pothier d’Orléans en 1975 jusqu’à sa nomination au poste de maitre de conférences en histoire moderne à l’Université Lille-III en 1991. Il est également chargé de cours à l'Institut d'études politiques de Lille de 1991 à 1993 et à l’université d’Orléans de 1980 à 1990 .
Nommé professeur d’histoire moderne et contemporaine à l’université du Littoral-Côte-d'Opale (ULCO) en septembre 1994, il participe à la mise en place des programmes de licence d’histoire, de maîtrise d’histoire, de DEA et de Master. Il y crée en 1996 le laboratoire d’histoire de l’université : Le Centre de Recherches en Histoire Atlantique et Littorale (CRHAEL).
Il prend sa retraite le 1er octobre 2011.

### Autres fonctions et occupations
Patrick Villiers assure la vice-présidence des Études ligériennes et du comité de lecture des Études ligériennes depuis 1995.
De 1996 à 2011, il a été président de la commission de spécialiste d’histoire de l’ULCO. Il a également été vice-président de la Commission Française d’Histoire Maritime CFHM de 1996 à 2000. Il y a été réélu en 2004, 2010 et 2015. 
Il est vice-président et trésorier de la CFHM et membre du comité de lecture de la Chronique d’Histoire maritime.
Historien et membre d'honneur de l’Association des Descendants de Capitaines corsaires depuis 2000, il assure les mêmes fonctions - et la même dignité - au sein des Sons of American Révolution (fils de la Révolution américaine) depuis 2008.  
Il a également assuré la direction du Centre de Recherches d’Histoire Atlantique et Littorale jusqu’en septembre 2012. Depuis cette date, il en est resté membre en tant que Professeur émérite. 
Enfin, il est membre du comité de lecture de Neptunia depuis 2006. 

### Vie privée
Patrick Villiers est marié et père de trois enfants.

## Publications

### Principaux ouvrages
- Le Commerce colonial atlantique et la guerre d'Indépendance (1778-1783), thèse 3e cycle Paris I  Sorbonne, mention très bien. New-York, 1976 par Arno Press,  (ISBN 978-0405108044). Médaille 1976 de l'Académie de Marine.
- Traite des noirs et navires négriers au XVIIIe siècle, Terre et Mer, Karthala, Grenoble, 200 p. prix de l’Académie de Marine en 1983.
- La marine de Louis XVI, Coffret de 50 plans de vaisseaux et frégates construits de 1750 à 1782, éditions Ancre Nice, 2020.
- La marine de Louis XVI, éditions Ancre Nice, 2020, 486 p.
- Marine royale, corsaires et trafic dans l'Atlantique de Louis XIV à Louis XVI, doctorat es lettres et sciences humaines, Lille, 1991, 2 volumes, 941 p.  (ISBN 978-2950555304)  Prix de l'Académie de Marine en 1992.
- Une Histoire de la Marine de Loire », 1997. Médaille de l'Académie de Marine en 1998. Réédité en 2001.  (ISBN 978-2909550114)
- Les corsaires du Littoral de Philippe II à Louis XIV, Boulogne, Calais et Dunkerque 1560-1715 Presses universitaires du Septentrion, Lille, 2000. Réédité en 2002.  (ISBN 978-2859396336)[3]
- Les corsaires, Éditions JP Gisserot, 2007  (ISBN 978-2877479578)
- Jean Bart : Corsaire du Roi-Soleil, éditions Fayard, 2013, 540 p.  (ISBN 978-2213662060)[4]. Prix Acoram décembre 2013 et Lauréat du prix de l'Académie de Marine 2014.
- Les combats de Jean Bart, Dessiné par Piere Ozanne et gravé par Yves-Marie-Le Gouaz, Ancre, Nice 2016.  (ISBN 979-1096873104)
- L’Hermione, La Fayette, Latouche-Tréville, deux hommes et une frégate au service de la guerre d’Indépendance américaine, Ancre, Nice, 2015.  (ISBN 978-2-903179-85-4)
- Hermione, La Fayette and Latouche-Tréville, two ships and a frigate serving American Indépendance, Ancre, Nice, 2017.
- Pirates, corsaires et flibustiers, Editions Gisserot, Paris, 2018.  (ISBN 978-2755804874)
- Les Saint-Philippe et les vaisseaux de 1er rang de Louis XIII à Louis XIV, Nice, 2019. (ISBN 979-10-96873-44-9)
- Traite des noirs et navires négriers au XVIIIe siècle, suivi du Journal de bord de la Licorne, Ancre, Nice, 2021  (ISBN 9782382820025).
- Des vaisseaux et des hommes, la marine de Louis XV et Louis XVI, 2021, Paris, Fayard, 413 pages,  (ISBN 9782213681276).

### Établissement de textes
- Raveneau de Lussan, Les Flibustiers dans la mer du Sud, éditions France Empire, Paris 1992, 250 p., édition critique + introduction de 83 p.[5]
- Alexandre-Olivier Exquemelin, Histoire des aventuriers flibustiers. Établissement du texte, introduction et notes. Avec Real Ouellet Presses Universitaires Laval, 2004, 600 p. Presses Universitaires de Paris Sorbonne, 2005. 2e édition 2006.

### Ouvrages collectifs
- Patrick Villiers, Jean-Pierre Duteil L’Europe, la mer et les colonies XVIIe – XVIIIe siècle, Paris , 1997,  (ISBN 978-2011451965)[6]
- Patrick Villiers, Philippe Jacquin et Pierre Ragon : Les Européens et la mer, de la découverte à la colonisation, 1455-1870, Paris Ellipses, 1998 et 2001.  (ISBN 978-2729857264)[7]
- Patrick Villiers, Laurence Chatel de Brancion, La Fayette, rêver la gloire, édition Monelle Hayot. 340 p. 2013  (ISBN 978-2903824846)
- Jean-Claude Lemineur, La frégate l’Aurore, frégate de Louis XIV. Editions de l’Ancre –Berti Nice 2013, coffret de plans avec historique de P. Villiers.

### Articles
Patrick Villiers est l’auteur d’une centaine d’articles dans des colloques d’histoire maritime ou de chapitres de livres. Une sélection de ces articles est parue en février 2015 dans la collection Pluriel de Fayard sous le titre
La France sur mer de Louis XIII à Napoléon 1er. Pluriel, Paris, 2015.

## Mélanges offerts à Patrick Villiers
- Christian Borde et Christian Pfister (éd.), Histoire navale – Histoire maritime. Mélanges offerts à Patrick Villiers, SPM, 2012[8].